# STNF-R
Los receptores solubles del factor de necrosis tumoral (sTNFR o sTNF-R) son los dominios extracelulares escindidos de los receptores de TNF transmembrana. Se propone que ingresen al torrente sanguíneo mediante el desprendimiento de la enzima TACE o mediante la exocitosis del receptor de longitud completa en vesículas similares a exosomas. Se observan niveles elevados de sTNFR en procesos inflamatorios como infecciones, neoplasias y enfermedades autoinmunes. Existe 2 receptores el sTNF-R1 y sTNF-R2.